# Anna-Lisa Eriksson
Anna-Lisa Eriksson, później Ejderfeldt i Bergsten (ur. 21 czerwca 1928 w Selånger, zm. 26 maja 2012 w Härnösand) – szwedzka biegaczka narciarska, brązowa medalistka olimpijska oraz brązowa medalistka mistrzostw świata.

## Kariera
Igrzyska olimpijskie w Cortina d’Ampezzo w 1956 roku były pierwszymi i zarazem ostatnimi w jej karierze. Wspólnie z Irmą Johansson i Sonją Edström wywalczyła brązowy medal w sztafecie 3 × 5 km. Zajęła także trzynaste miejsce w biegu na 10 km techniką klasyczną.
W 1954 roku wystartowała na mistrzostwach świata w Falun. Były to pierwsze mistrzostwa, na których rozgrywano biegi kobiece. Wraz z Sonją Edström i Märtą Norberg wywalczyła kolejny brązowy medal w sztafecie. Na kolejnych mistrzostwach już nie startowała.

## Osiągnięcia

### Igrzyska Olimpijskie
| Miejsce | Dzień       | Rok  | Miejscowość       | Konkurencja             | Czas biegu | Strata    | Zwyciężczyni    |
| ------- | ----------- | ---- | ----------------- | ----------------------- | ---------- | --------- | --------------- |
| 13.     | 28 stycznia | 1956 | Cortina d’Ampezzo | 10 km stylem klasycznym | 38:11 min  | +2:45 min | Lubow Kozyriewa |
| 3.      | 1 lutego    | 1956 | Cortina d’Ampezzo | Sztafeta 3 × 5 km       | 1:09:01 h  | +47 s     | Finlandia       |

### Mistrzostwa świata
| Miejsce | Dzień     | Rok  | Miejscowość | Konkurencja             | Czas biegu | Strata    | Zwyciężczyni    |
| ------- | --------- | ---- | ----------- | ----------------------- | ---------- | --------- | --------------- |
| 3.      | 17 lutego | 1954 | Falun       | Sztafeta 3 × 5 km       | 1:05:54 h  | +1:03 min | ZSRR            |
| 18.     | 21 lutego | 1954 | Falun       | 10 km stylem klasycznym | 40:14 min  | +2:37 min | Lubow Kozyriewa |